# Domonkos, az okostelefon
A Domonkos, az okostelefon magyar televíziós filmsorozat, amely az M2 saját gyártású műsora, 2014-től tűzték műsorra. 

## Ismertető
A sorozatból röviden megismerhető a biztonságos közlekedés. A sorozat főszereplőjének neve Zsófi, aki egy kislány és meg szeretné ismerni a biztonságos közlekedést. A mobiltelefonjának neve Domonkos, aki figyelmezteti Zsófit a közlekedés során abban, hogy biztonságos közlekedni. Minden egyes közlekedést, szabályosan mutatnak be.

## Szereplők
| Szereplő | Színész / Szinkronhang | Leírás                                                                    |
| -------- | ---------------------- | ------------------------------------------------------------------------- |
| Zsófi    | Kabina Fanni           | Kislány, aki szeretné megtanulni szabályosan a biztonságos közlekedést.   |
| Domonkos | Czető Roland           | Zsófi kis mobiltelefonja, aki segít Zsófinak a biztonságos közlekedésben. |

## Epizódok
1. Zsófi és a piros lámpa
2. Zsófi az anyukájával autózik
3. Zsófi és a mozgójárműről való leszállás
4. Zsófi és a közlekedési járművön utazás
5. Fogd a kezem!
6. Kerékpárral, a zebrán
7. Zsófi hosszú utazása, az autóban
8. Zsófi és a láthatósági mellény
9. Zsófi és a STOP tábla
10. Vigyázat, Csúszásveszély!
11. Zsófi a zebra és lámpa nélküli útkereszteződésben
12. Zsófi és a gyerekülések közötti különbség
13. Zsófi biztonságos fel és leszállása a vonatról
14. Zsófi és a lámpa nélküli kereszteződés
15. Zsófi és a KRESZ park
16. Zsófi és a kerékpárral elindulás
17. Zsófi és a vakáció
18. Zsófi és a családi séta
19. Zsófi és a tűz
20. Zsófi és a tömegközlekedés
21. Zsófi és a fára mászás
22. Zsófi és a fulladásveszély
23. Zsófi és a jármű mögül való kilépés
24. Zsófi és a Balaton
25. Zsófi és a vízibiciklizés veszélyei
26. Zsófi és a mozgólépcső
27. Zsófi és a vasúti sorompó
28. Zsófi és a kerékpározás anyuval
29. Zsófi és az állatkert
30. Zsófi és a tanévkezdés
31. Zsófi és az autóspihenő
32. Zsófi és a gokártozás
33. Zsófi a parkolóhelyen
34. Zsófi és a VIGYÁZZ AUTÓ tábla
35. Zsófi és a libegő
36. Zsófi és a kerékpársáv
37. Zsófi és a Behajtani Tilos tábla
38. Zsófi és a Gyermekvasút
39. Zsófi és a zsákutca
40. Zsófi és a körforgalom
41. Zsófi és a Megállni Tilos tábla
42. Zsófi és az egyenrangú utak kereszteződése
43. Zsófi és a Kötelező haladási irány tábla
44. Zsófi és a Sebességkorlátozó tábla
45. Zsófi és az elsőbbség a zebrán
46. Zsófi és a karácsonyi felfordulás
47. Zsófi és a szilveszteri tűzijáték
48. Zsófi és a sötétedés
49. Zsófi és a Gyalog- és kerékpárút tábla
50. Az utca nem játszótér
51. Zsófi és a gyengén látók átsegítése a zebrán
52. Zsófi és a téli kirándulás
53. Zsófi és a vakvezető kutya
54. Zsófi és a könyvesbolt
55. Zsófi és a sorban állás
56. Zsófi és a rollerezés
57. Zsófi a parkolóházban